# Факултет за специјалну едукацију и рехабилитацију Универзитета у Београду
Факултет за специјалну едукацију и рехабилитацију (скр. ФАСПЕР; ранији назив: Дефектолошки факултет) је члан универзитета у Београду и налази се у улици Високог Стевана бр. 2 на Дорћолу. Факултет је почео са радом 10. новембра 1975. године.
Факултет за специјалну едукацију и рехабилитацију има шест смерова:
- специјална едукација и рехабилитација глувих и наглувих особа,
- логопедија,
- специјална едукација и рехабилитација особа са оштећењем вида,
- специјална едукација и рехабилитација особа са тешкоћама у менталном развоју,
- специјална едукација и рехабилитација особа са моторичким поремећајима,
- превенција и третман поремећаја понашања.

## Историјат
Образовање дефектолошких кадрова реализовало се од 1947. године на Дефектолошком одсеку Више педагошке школе у Београду. 1963. године отвара се Виша школа за специјалне педагоге, а 1967. године прераста у Вишу дефектолошку школу. На основу предлога Просветно-културног већа Скупштине СР Србије, Републичка заједница образовања је на Скупштини одржаној 24. априла 1974. године донела одлуку о основању Дефектолошког факултета. Факултет је почео са радом 10. новембра 1975. године.
Факултет за специјалну едукацију и рехабилитацију, Универзитета у Београду (раније Дефектолошки факултет) 10. новембра обележава четрдесет и две године постојања и рада. Од оснивања, 1975. године до данас, дипломирало је 9.200 студената на основним академским студијама. Одбрањено је 206 магистарских теза, 328 мастер радова и 145 докторских дисертација.
Факултет за специјалну едукацију и рехабилитацију улази у пету деценију хуманистичке друштвене и научне мисије образујући стручњаке за рад са децом, младим и одраслим особама са оштећењем вида, оштећењем слуха, моторичким поремећајима, тешкоћама у менталном развоју, говорно-језичким поремећајима и поремећајима понашања.
Од почетка свог оснивања, Факултет остварује сарадњу са бројним сродним Факултетима из земаља региона, Европе, САД, као и са домаћим Удружењима особа са инвалидитетом.
Почевши од 2006/2007. године настава се изводи по новом, Болоњском моделу. Данашњи акредитовани наставни план основних, мастер и докторских студија, осавремењен је најновијим научним достигнућима у области специјалне едукације и рехабилитације. Факултет реализује и посебне облике студија за иновацију знања и стручног образовања и усавршавања.
Данас на Факултету наставно - научну делатност обавља 35 редовних професора, 16 ванредних професора, 10 доцената, један предавач страног језика и 33 асистента.
У оквиру научно - истраживачког рада, наставници и сарадници Факултета били су реализатори више пројеката од стране Министарства просвете и науке Републике Србије, Министарства здравља, Министарства рада, запошљавања и социјалне политике, Министарство културе и информисања и других релевантних института, као и два ТЕМПУС пројекта.
Овај Факултет, који је по усмерењу студијских програма јединствен у Србији, сваке године привлачи значајан број младих људи који желе да се у професионалном животу баве особама које имају тешкоће у развоју и понашању и тако континуирано наставља традицију ширења човечности.